# Arctia nigrolimbata
Arctia nigrolimbata är en fjärilsart som beskrevs av Edward Alfred Cockayne 1952. Arctia nigrolimbata ingår i släktet Arctia och familjen björnspinnare. Inga underarter finns listade i Catalogue of Life.